# Caio Souza
Caio Souza (né le 12 septembre 1993 à Volta Redonda) est un gymnaste brésilien.
Il se qualifie pour la finale du concours général lors des Championnats du monde 2017 à Montréal où il termine 15e.